# Helene Mardicke
Helene Mardicke (* 6. Juni 1997) ist eine deutsche Schauspielerin.

## Leben
Helene Mardicke besuchte ein Jahr lang die Mount-Kenya-Academy in Kenia.
Von 2013 bis 2015 spielte Mardicke in der Kinder- und Jugendserie Schloss Einstein die Rolle der Roxy Wildenhahn.
Mardicke lebt in Leipzig und studiert Sprechwissenschaft in Halle.
Sie arbeitete 2018 und 2019 für detektor.fm.

## Filmografie
- 2013–2015, 2016: Schloss Einstein (Serie; als Roxanne „Roxy“ Wildenhahn)
- 2013: KI.KA LIVE: Schloss Einstein Backstage
- 2013: KIKA Live
- 2015, 2019, 2024: In aller Freundschaft (Fernsehserie, Drei Folgen) (Folgen 676, 879, 1028)
- 2015: Musikvideo „Pack meine Sachen“ – Clueso
- 2016: Seelenspiel[6]